# Fred Jones (Scooby Doo)
Frederick Herman Jones – postać z serii seriali i filmów Scooby Doo.
Członek i lider Tajemniczej Spółki. Ma 16 lat, w starszych serialach i filmach nosi pomarańczową apaszkę i całkiem białą bluzę, w nowszych nie ma apaszki, a bluzkę białą w paski, i zawsze ma niebieskie spodnie, brązowe buty i blond włosy. Mieszka w Coolsville. W filmach fabularnych zagrał go Freddie Prinze Jr., a w kreskówkach dubbingują go: w polskim dubbingu Krzysztof Ibisz, Michał Anioł (edycja Polskich Nagrań) oraz Jacek Kopczyński, a w oryginalnym, amerykańskim Frank Welker, z wyjątkiem serii Szczeniak zwany Scooby Doo (1988-1991), gdzie mówi głosem Carla Stevena.
Fred jest najsilniejszy z całej grupy i najbardziej wysportowany. To on prowadzi samochód, jego zawołanie to: „Ja prowadzę”.

## Krewni
- Skip Jones – ojciec
- Peggy Holt Jones – matka
- Edward "Eddie" Jones – wujek
- wujek Karl